# Алиса не может ждать
«Алиса не может ждать» — российский драматический сериал режиссёра Наталии Мещаниновой. Премьера состоялась 20 октября 2022 года на видеосервисе Start.

## Сюжет
15-летняя Алиса узнаёт, что мама уже несколько лет скрывает от неё страшную правду — через пару лет девочка неминуемо ослепнет. Героиня решает не тратить время зря, бросает школу и в поиске лёгких денег заключает контракт на продажу девственности, чтобы на вырученные деньги уехать в большой город. У сестры Алисы Юли тоже не всё благополучно — брак с ревнивым и пьющим мужем трещит по швам. Мама девочек, в отсутствие отца, пропадающего в командировках, пытается держать всё под контролем, но понимает, что не справляется.

## Актёры и роли

### В главных ролях
| Актёр            | Роль                      |
| ---------------- | ------------------------- |
| Елизавета Ищенко | Алиса                     |
| Анна Михалкова   | Ирина, мама Алисы и Юли   |
| Таисия Вилкова   | Юля, старшая сестра Алисы |
| Степан Девонин   | Артём, муж Юли            |

### В ролях
| Актёр             | Роль                             |
| ----------------- | -------------------------------- |
| Михаил Трухин     | Игорь, отец Алисы и Юли          |
| Надежда Лумпова   | Майя, подруга Алисы, учительница |
| Дмитрий Лысенков  | Иван, преподаватель укулеле      |
| Павел Ворожцов    | агент                            |
| Полина Цыганова   | Вика                             |
| Нил Бугаев        | Мотя, сын Юли и Артёма           |
| Алексей Лукин     | Фил                              |
| Светлана Камынина | офтальмолог                      |
| Максим Стоянов    | Серёжа                           |
| Анна Шепелева     | Алёна                            |

## Производство
Сценарий фильма основан на реальной истории девочки, теряющей зрение.
Съёмки картины проходили в Москве и Твери.

## Восприятие
На фестивале онлайн-кинотеатров «Новый сезон-2022» сериал победил в номинации «Самый ожидаемый сериал», а исполнительница главной роли Елизавета Ищенко была объявлена «Героиней „Нового сезона“».
23 февраля 2024 года сериал был удалён из онлайн-кинотеатра Start по требованию Роскомнадзора. Причиной стали «определённые нарушения» и что «в сериале содержится информация, которая не должна распространяться в аудиовизуальном сервисе». Кинокритик, главный редактор портала «Вокруг ТВ» Илона Егиазарова: «Возможно, это связано с тем, что это сериал о подростках и главная героиня — несовершеннолетняя школьница, показывается её негативный опыт взаимодействия со взрослыми мужчинами. Она продает свою девственность, пытаясь решить свою проблему со зрением. Возможно, контролирующему органу кажется, что это некий, так сказать, совет, призыв сделать так же. Но мне кажется, что если мы пойдем по такому пути, то вообще часть контента придется убирать».